# Zoo Kaiserslautern
Koordinaten: 49° 27′ 58″ N, 7° 40′ 50″ O
Der Zoo Kaiserslautern (bis 2003 Tierpark Siegelbach) ist ein 1968 im Kaiserslauterer Stadtteil Siegelbach gegründeter Tierpark. Auf dem sieben Hektar großen Gelände werden rund 112 Tierarten und über 500 einzelne Tiere präsentiert, hinzu kommt ein Naturerlebnispfad.

## Geschichte

### Gründung
Der Zoo Kaiserslautern wurde 1968 als Tierpark Siegelbach gegründet. Die Gemeinde Siegelbach war damals noch eigenständig. Zu Beginn beheimatete er 41 Säugetiere und 26 Vögel. Hauptattraktionen waren ein Löwe namens Simba und ein Schimpanse namens Bimbo. Für die Tiere war der Tierhändler Georg Raak verantwortlich, der in Siegelbach seine Tiere unterstellen und der Öffentlichkeit präsentieren sowie ehemaligen Zirkustieren ein neues Zuhause geben wollte. Die Gemeinde Siegelbach stellte zu diesem Zweck ein 2 Hektar großes Gelände zur Verfügung, das sie zu einem Naherholungsgebiet entwickeln wollte.
In der Anfangszeit mangelte es dem Zoo an  Personal, winterfesten Bauten sowie an Geld für Futter. Daher mussten der damalige Siegelbacher Bürgermeister Bernhard Schwehm und der geschäftsführende Beamte Karl Gautschi selbst Dienst an der Kasse leisten und konnten den Tierpark zeitweise nur an den Wochenenden öffnen. Trotz dieser Probleme zählte der Tierpark im ersten Jahr seines Bestehens bereits rund 10.000 Besucher.

### Gebietsreform
Im Zuge der ersten rheinland-pfälzischen Verwaltungsreform 1969 wurde Siegelbach zum Stadtteil von Kaiserslautern. In der Folge investierte die Stadt 1,1 Millionen Mark in den Zoo. Nach dem Richtfest des neuen Raubtierhauses musste der Zoo allerdings geschlossen werden, bis er zur Einweihung des Löwenhauses 1970 wieder geöffnet wurde. 1971 wurden ein Warmhaus und eine Vogelvoliere gebaut und das Gelände wurde von zwei auf sieben Hektar erweitert. Noch im selben Jahr wurde der Tierpark erneut geschlossen.
Nach drei Jahren Bauzeit wurden Verwaltungsgebäude und Gaststätte 1974 fertiggestellt und der Zoo unter der Leitung von Roland Schneider neu eröffnet. Der Tierbestand war noch immer sehr bescheiden, wuchs jedoch innerhalb eines Jahres auf 80 Großtiere sowie 150 Vögel und Reptilien an.
Die finanzielle Lage des Zoos war weiter angespannt. Daher wurde 1980 der gemeinnützige Förderverein Zoofreunde Kaiserslautern e.V. gegründet, der seitdem den Zoo ideell und materiell unterstützt. In den ersten Jahren half der Verein beispielsweise 1988 bei der Errichtung eines Futter-, Kühl- und Gerätehauses  sowie 1994 beim Bau der Waschbäranlage.
Die Stadt Kaiserslautern unterstütze den Zoo weiterhin finanziell mit 300.000 Mark pro Jahr. 1990 übernahm Jutta Grünnagel für zwei Jahre die Leitung des Zoos. Auf sie folgte 1992 Barbara Münchau, die damalige Tierärztin des Zoos Neunkirchen.
1993 wurde das erste Konzept zur Neugestaltung nach den Maßstäben der im selben Jahr veröffentlichten Welt-Zoo-Naturschutz-Strategie der World Association of Zoos and Aquariums erarbeitet. Diese Strategie, die 2005 aktualisiert wurde, wird bis heute beim Ausbau des Zoos angewendet.

### Umwandlung in GmbH
Im Jahre 2003 wurde der Zoo aus der städtischen Obhut entlassen und wird seitdem von der Zoo-Gesellschaft Kaiserslautern mbH geführt. Einziger Gesellschafter ist die Stadt Kaiserslautern.
Mit Matthias Schmitt erhielt der Zoo einen neuen Geschäftsführer, der die Leitung bis zu seinem Ruhestand Ende April 2025 behielt. Schmitt erweiterte den Zoo um zahlreiche Anlagen. Bereits 2003 wurden eine Hühnervoliere und die Lamaanlage sowie Grillanlage und Sozialräume fertiggestellt.
Im Jahr 2014 starb der sibirische Tiger Igor, der lange Zeit auf dem Logo des Zoos abgebildet war. Nachdem die Versuche, das Tigergehege zu vergrößern und neu zu beleben, auf Widerstand in der Bevölkerung gestoßen waren, entwickelte der Zoo ein neues Konzept für die Zukunftsentwicklung. Seitdem verzichtet er auf Großkatzen und setzt stattdessen auf begehbare Gehege und Tiere zum Anfassen. 2016 wurde die begehbare Lemurenanlage eingeweiht.
2018 feierte der Zoo sein 50-jähriges Jubiläum. Zu diesem Anlass wurde ein neues Logo entworfen, das als Wappentier statt des Tigers einen Katta zeigt.

## Tierbestand
Der Zoo Kaiserslautern beherbergt eine Vielzahl exotischer und einheimischer Tiere.

### Eingangsbereich

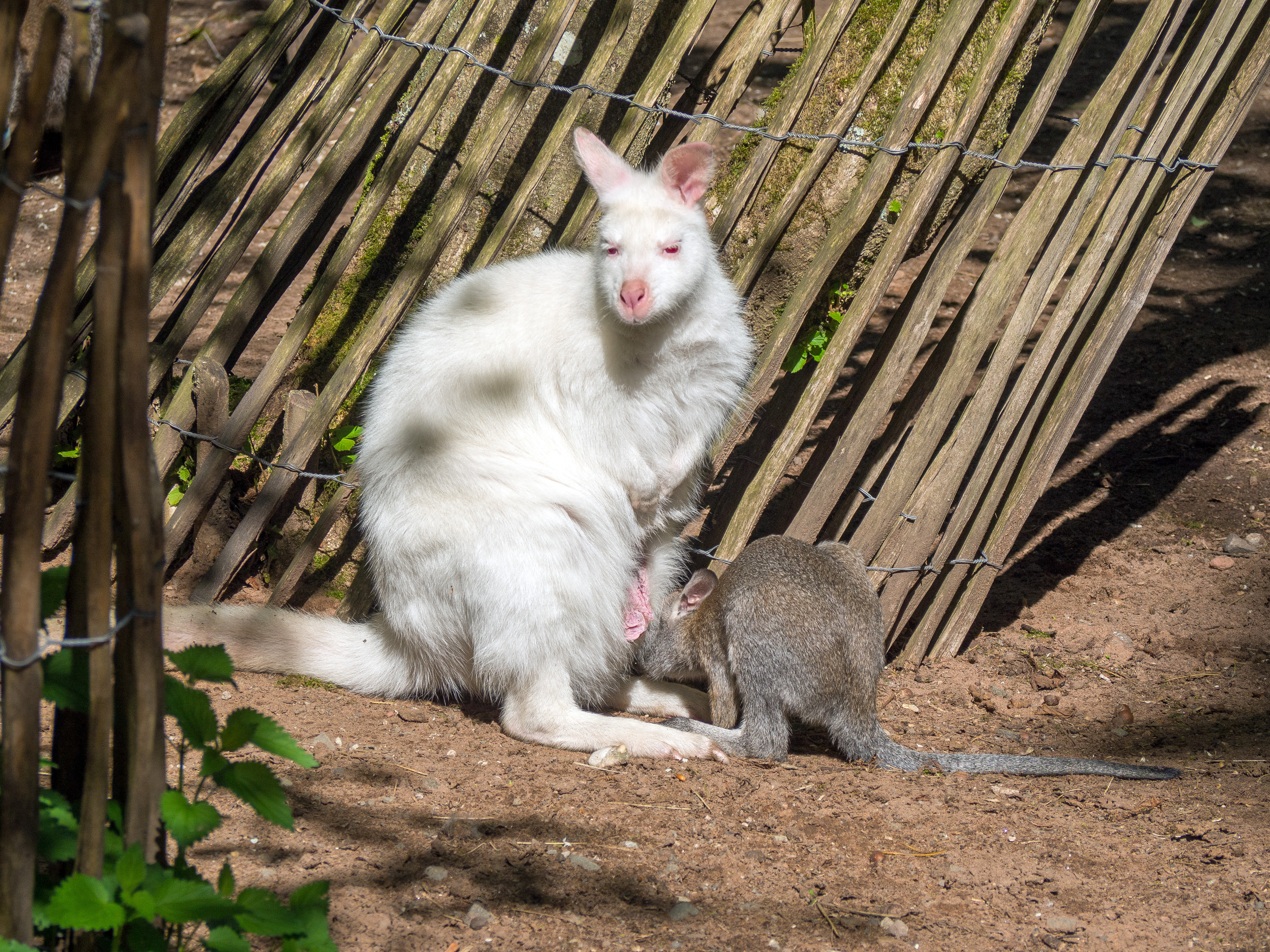
Bennett-Känguru mit Jungtier im Zoo Kaiserslautern

Direkt am Haupteingang ist eine Zwergotter-Gruppe untergebracht. In der Anlage gegenüber, die von den Besuchern betreten werden kann, befindet sich ein Bennett-Känguru-Pärchen mit seinem 2024 geborenen Jungtier.

### Streichelzoo / Tierkindergarten
Dieser Bereich des Zoos wurde mit dem pädagogischen Ziel errichtet, Kindern den Umgang mit Tieren auf spielerische Weise näherzubringen. Er beherbergt derzeit mehrere Zwergziegen.

### Lemurenanlage

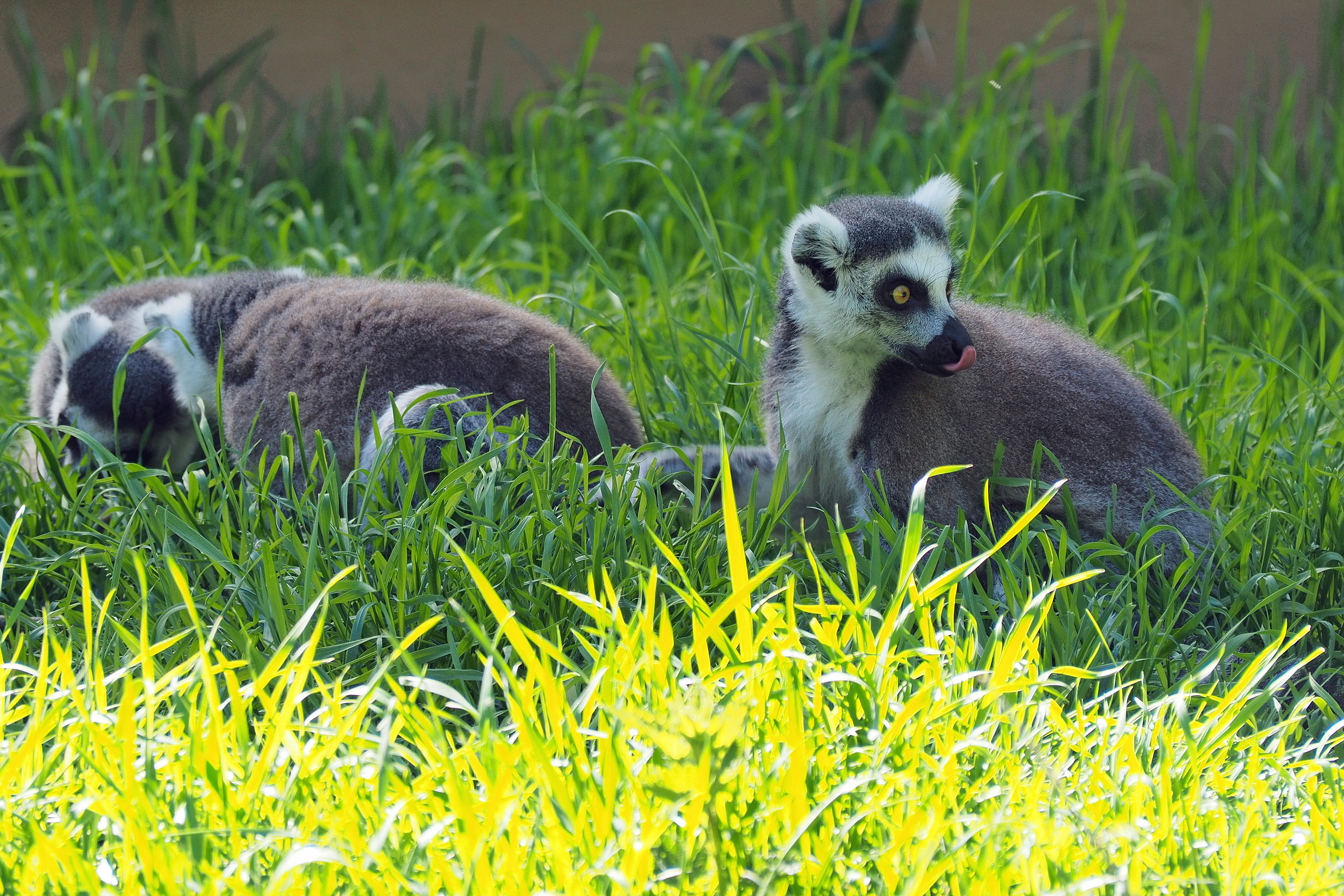
Kattas in der Lemurenanlage

Im August 2016 wurde die Lemurenanlage mit einer Fläche von 1.100 Quadratmetern eingeweiht. Dort leben neun Kattas, die vom Tierpark Wels bei Linz in Österreich übernommen wurden, sowie ein Weißstorchen-Paar, das dort sein Nest gebaut hat. In der Außenanlage, die auf einem Rundweg von den Besuchern betreten werden kann, können sich die Tiere frei bewegen.

### Savannenlandschaft
Das zum Jubiläum des Zoos 2018 eröffnete Savannengehege wurde bewusst gemäß des natürlichen Lebensraum der Tiere gestaltet. Es beherbergt Steppenzebras, Straußen und Elenantilopen, die sich ein Gehege teilen.

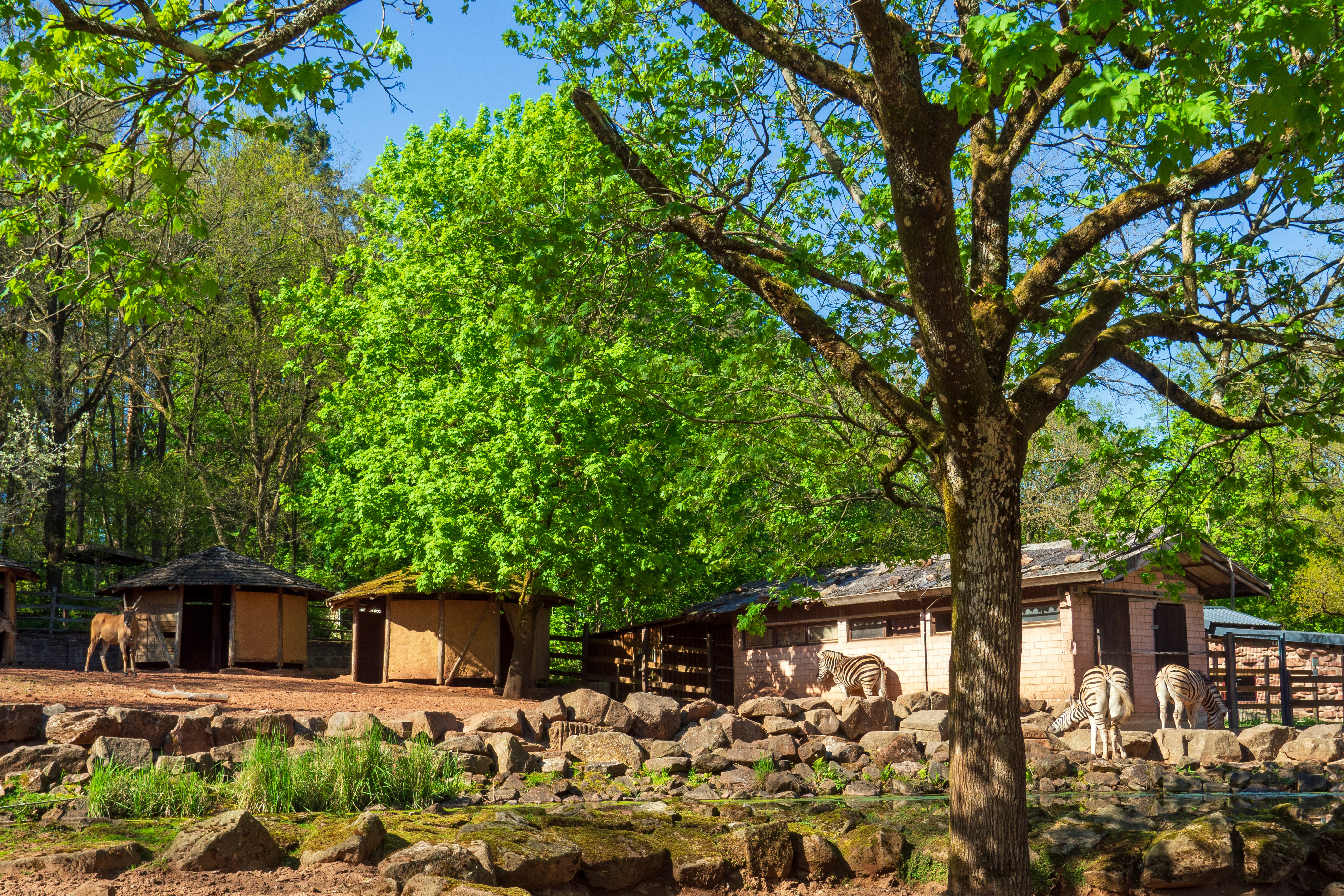
Savannenlandschaft
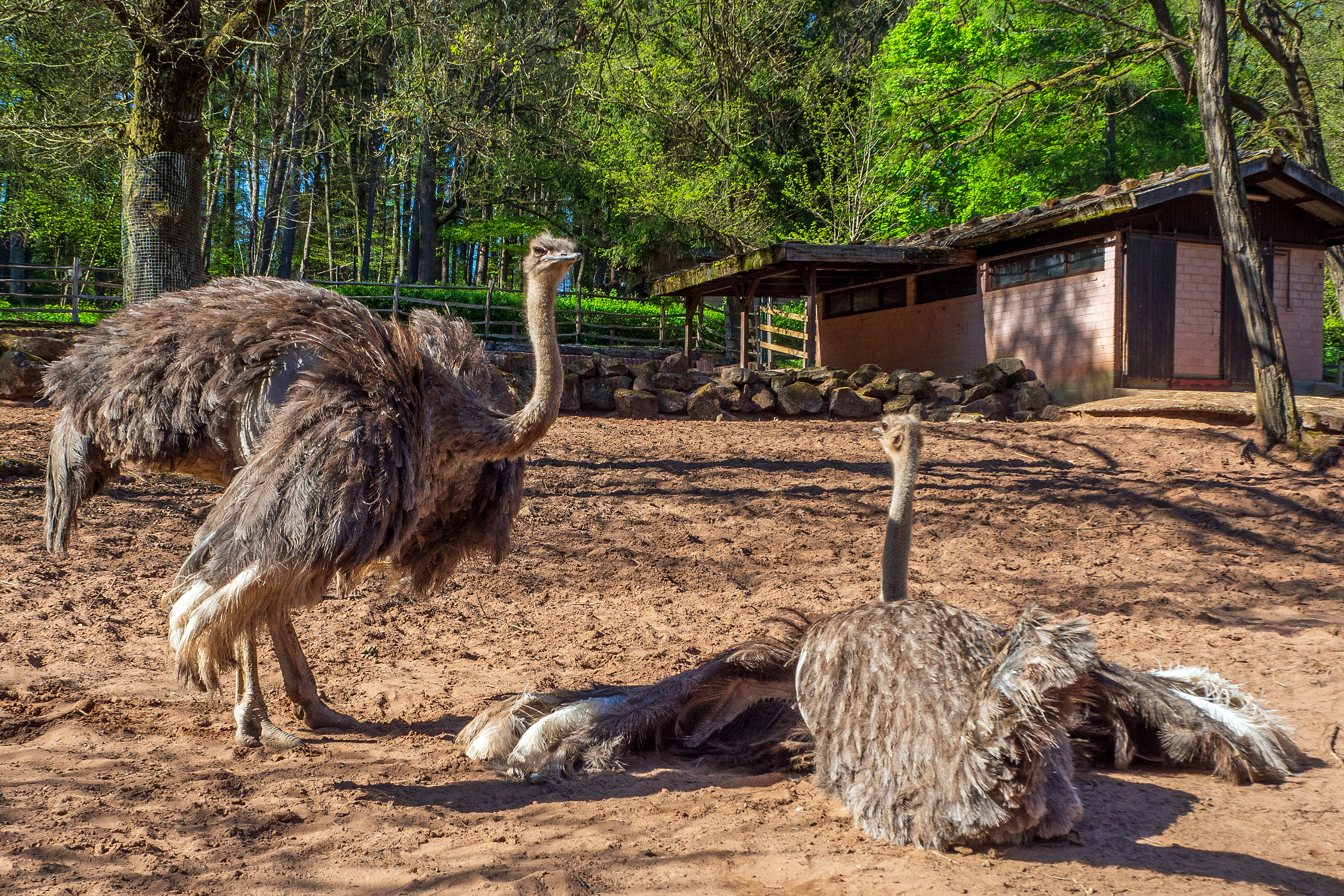
Strauße in der Savannenlandschaft
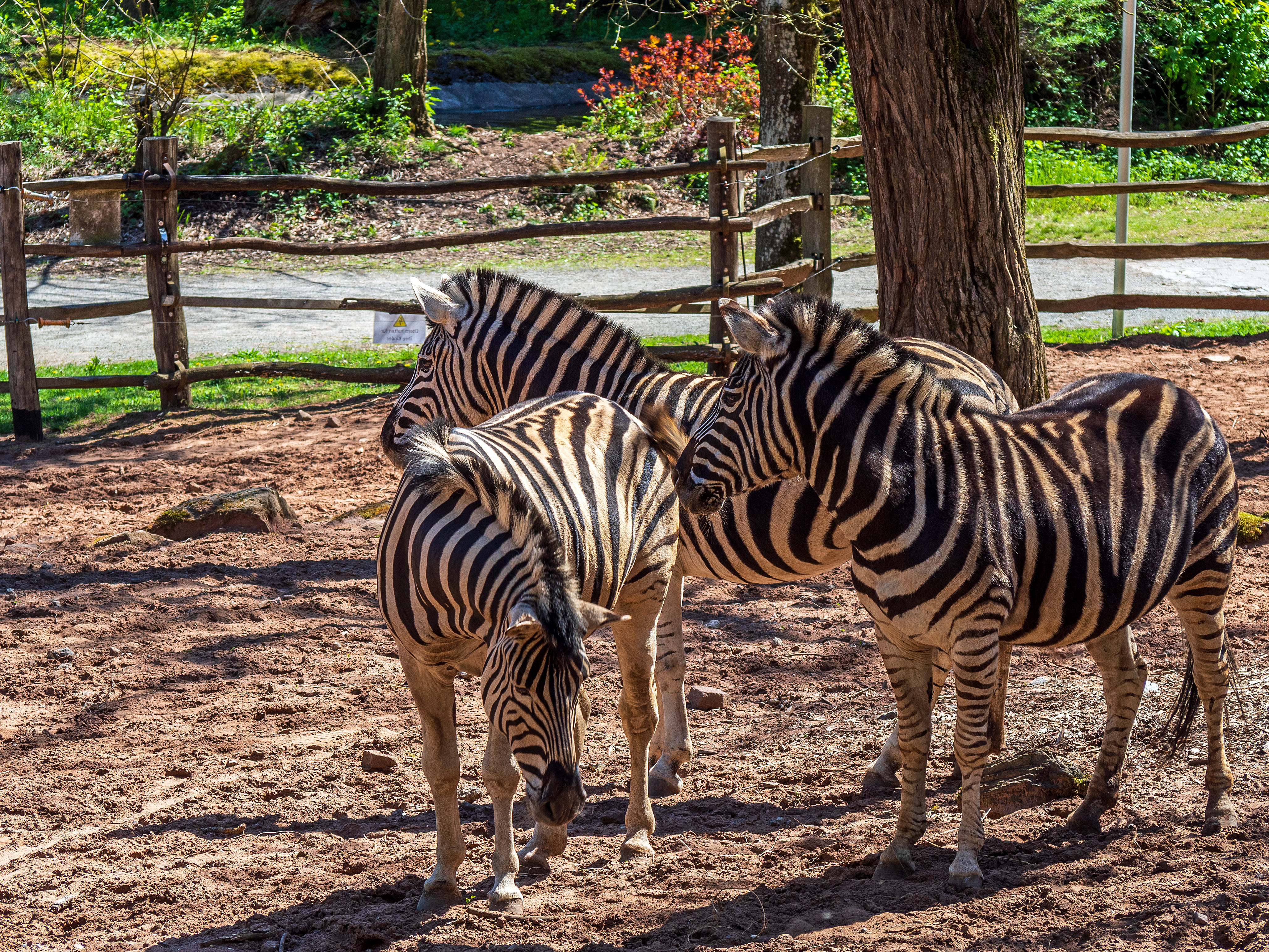
Zebras in der Savannenlandschaft

### Tropenhaus
Das Tropenhaus, welches an die Falknerei grenzt, beherbergt Totenkopfäffchen, Faultiere und diverse Reptilien. Dieses wurde naturnah gestaltet und ermöglicht den Besuchern zahlreiche Einblicke. Eine zoologische Besonderheit besteht darin, dass sich die Faultiere frei im Gebäude und über den Köpfen der Besucher bewegen können.

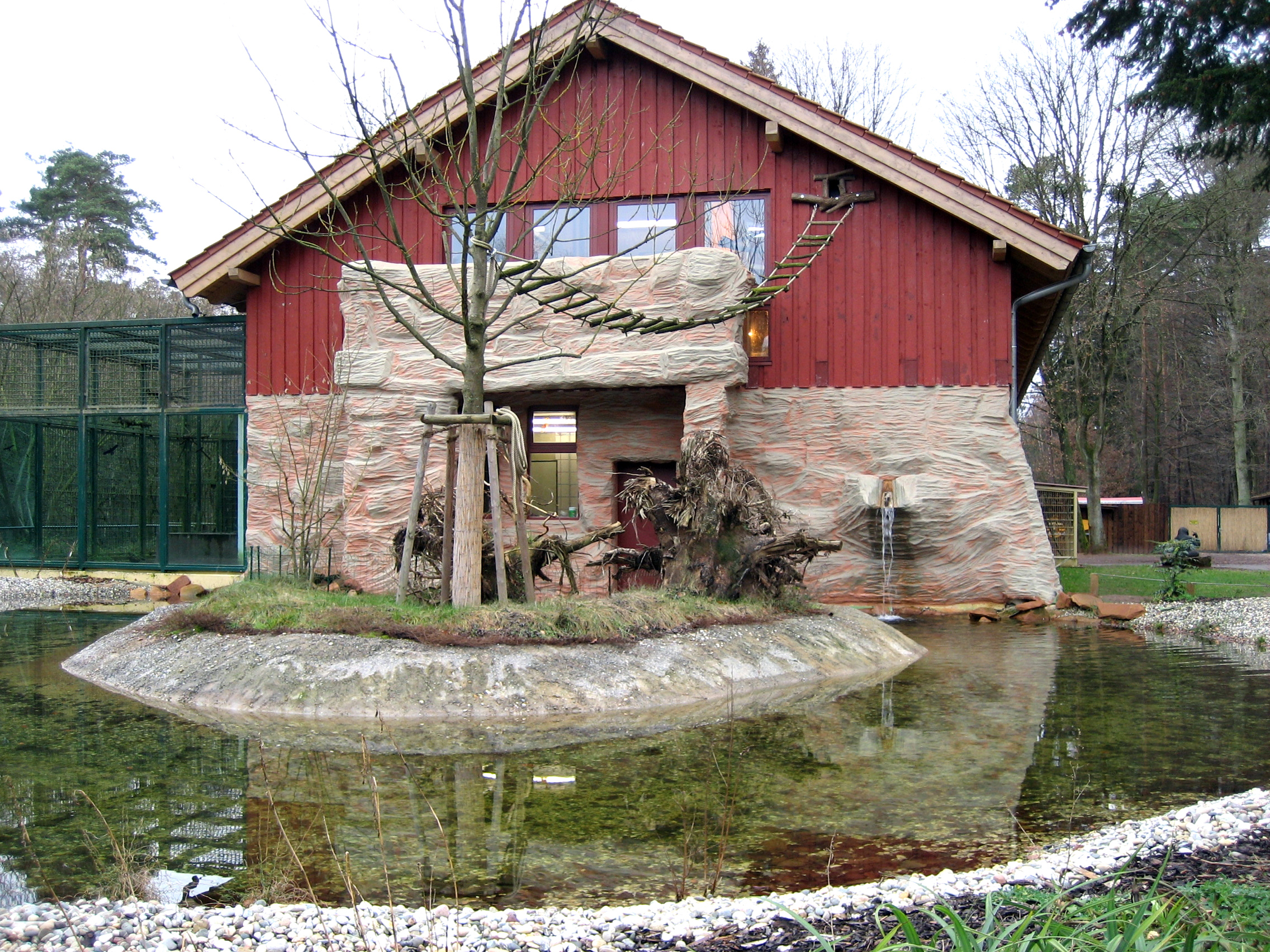
Das Affen- und Tropenhaus
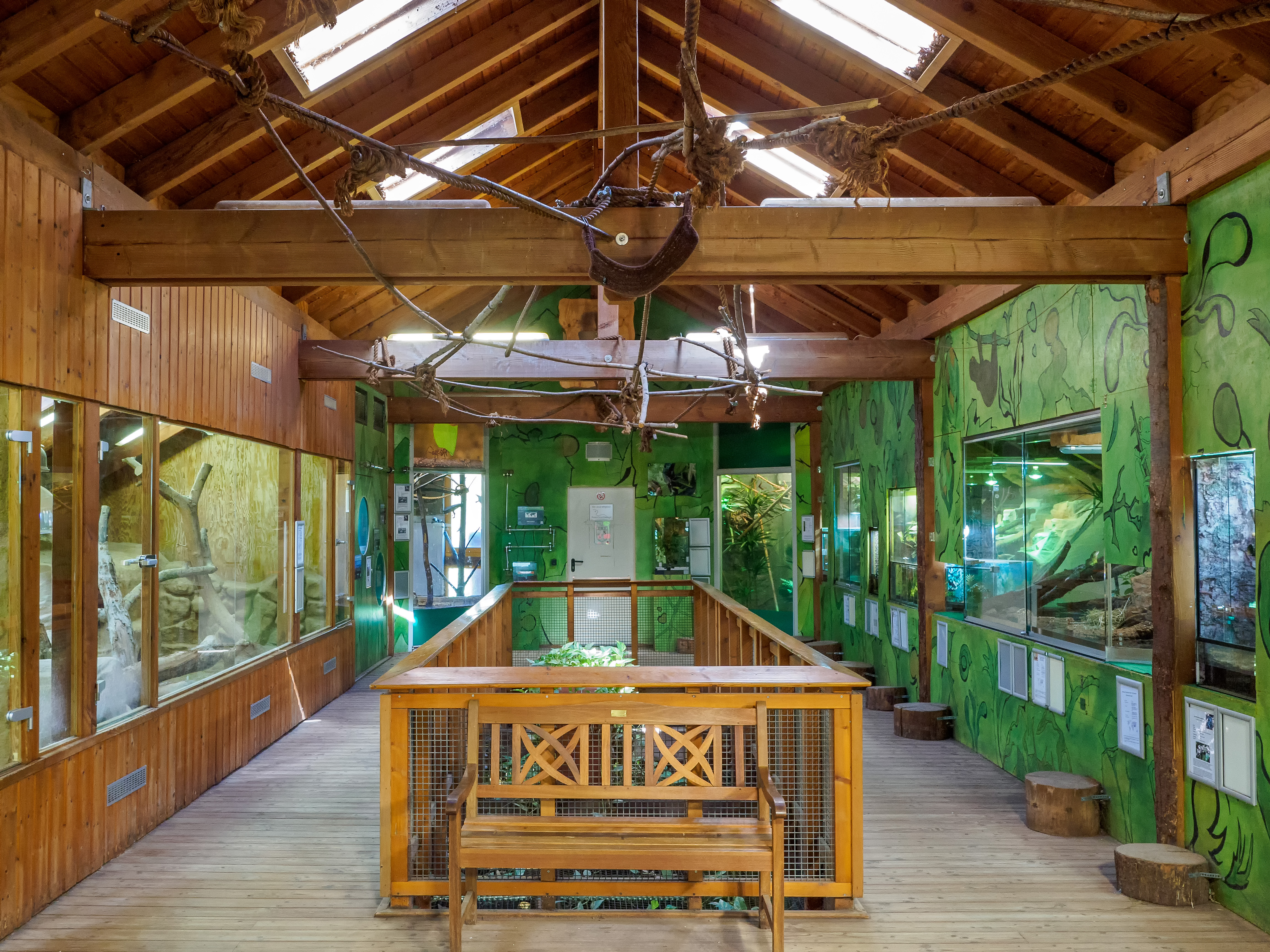
Obergeschoss des Tropenhauses
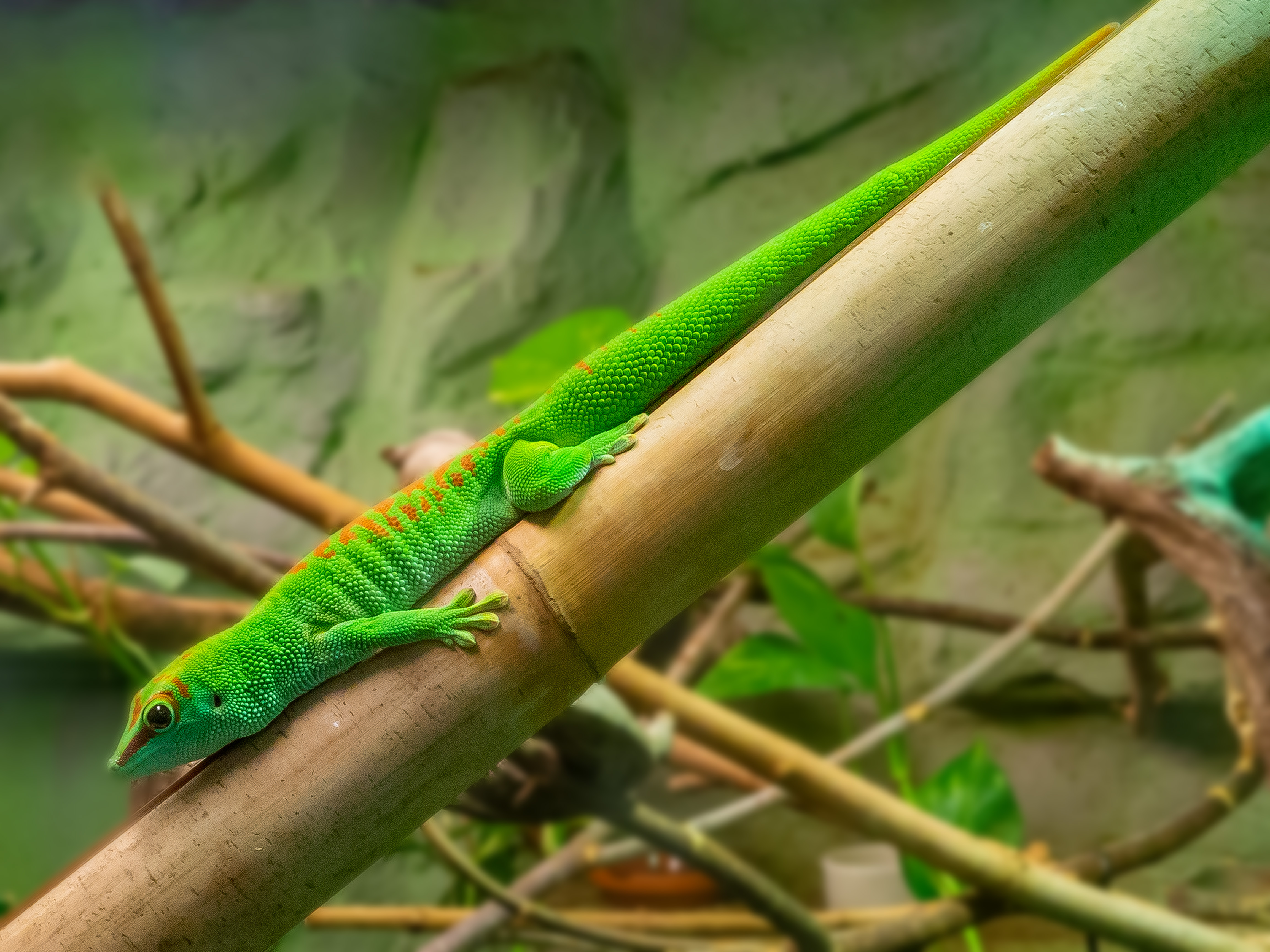
Großer Madagaskar-Taggecko im Tropenhaus

### Falknerei
Die moderne Falknerei bietet den Greifvögeln des Parks ein artgerechtes Zuhause. Jedoch sind die Tiere nur zur Flugshow erlebbar. Unter den gehaltenen Spezies befinden sich derzeit unter anderem Uhus und Weißkopfseeadler.

### Anlage für Erdmännchen und Zebramangusten
Das 2010 eingeweihte Gehege beherbergt in einer modellierten Wüstenlandschaft Zebramangusten und Erdmännchen.

## Zoopädagogik

### Zoo-Kita

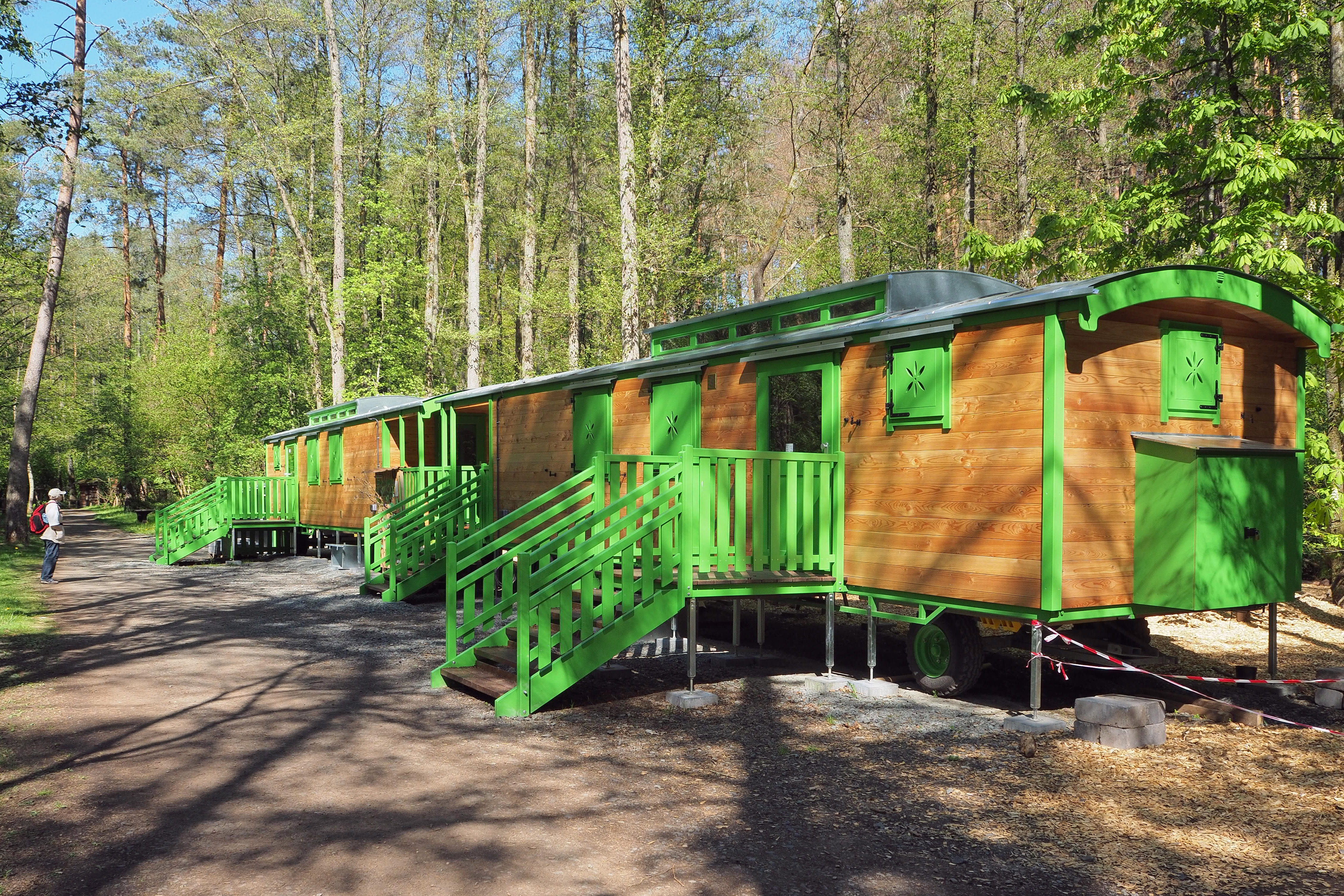
Die Wagen der Kindertagesstätte im Zoo

Seit Juni 2024 besteht die Waldkindertagesstätte der „Siegelbacher Waldmäuse“ im Zoo Kaiserslautern. Es handelt sich dabei um die erste Zoo-Kita Deutschlands. Die Räumlichkeiten befinden sich in mehreren Bauwagen als mobile Kita-Einheiten. Ziel der Einrichtung ist, dass die Kinder von Anfang einen Bezug zu Tieren bekommen und sich mit den Themen Arten- und Tierschutz auseinandersetzen.

### Wildes Klassenzimmer
Unter dem Begriff Wildes Klassenzimmer bietet die Zooschule auf dem Zoogelände verschiedene Themen als Lernangebote für Schulklassem und Kita-Gruppen an. Im Dezember 2024 wurde der Zoo offiziell zum außerschulischen Lernort ernannt. Er ist damit der dritte außerschulische Lernort in Kaiserslautern. Die beiden anderen sind das „Grüne Klassenzimmer“ auf der Gartenschau und das Umwelterlebniszentrum Kapiteltal.

## Gastronomie
Das Zoo-Restaurant, welches mehr als 200 Sitzplätze bereitstellt, bietet klassische Küche sowie Snacks und Erfrischungen an. Außerdem sind hier unterschiedliche Geburtstagspakete mit Zoo-Menüs auswählbar.